# Аксиомы Биркгофа
Аксиомы Биркгофа — система из четырёх постулатов в евклидовой геометрии.
Эти постулаты основаны на утверждениях, которые можно проверить, проводя измерения с помощью транспортира и линейки.
В формулировке постулатов используются вещественные числа.
Поэтому система постулатов Биркгофа напоминает введение евклидовой геометрии при помощи модели.

## История
Предложена Джорджем Биркгофом.
Биркгоф участвовал в написании школьного учебника с использованием этой системы аксиом.
Эта система повлияла на систему аксиом, разработанную School Mathematics Study Group для американской школы.
Несколько более поздних книг по основаниям геометрии, книги 
, 

и 
использует аксиоматику, близкую к Биркгофовской.

## Постулаты
Постулат I: Множество точек {A, B, …} на любой прямой допускает биекцию на вещественные числа {a, b, … }, так что
{\displaystyle |b-a|=d(A,B)}
для всех точек A и B.
Постулат II:
Существует одна и только одна прямая ℓ, которая содержит любые две различные точки Р и Q.
Постулат III:
Множество лучей {ℓ,m, n,…} с началом в любой точке O допускает биекцию на множество вещественных чисел по модулю 2π так, что если A и B — точки (отличные от О) на лучах ℓ и m соответственно, то {\displaystyle a_{m}-a_{\ell }\equiv \angle AOB{\pmod {2\cdot \pi }}}.
Кроме того, если точка B на m двигается непрерывно вдоль прямой р, не содержащей вершину О,
то число am также меняется непрерывно.
Постулат IV. Предположим, два треугольника {\displaystyle ABC} и {\displaystyle A'B'C'} таковы, что
{\displaystyle d(A',B')=k\cdot d(A,B)},
{\displaystyle d(A',C')=k\cdot d(A,C)}
для некоторого вещественного числа {\displaystyle k>0}
и {\displaystyle \angle B'A'C'=\pm \angle BAC{\pmod {2{\cdot }\pi }}},
тогда {\displaystyle d(B',C')=k\cdot d(B,C)},
{\displaystyle \angle A'C'B'=\pm \angle ACB{\pmod {2{\cdot }\pi }}}
и
{\displaystyle \angle C'B'A'=\pm \angle CBA{\pmod {2{\cdot }\pi }}}.